# エイト・カナダ・スクウェア
エイト・カナダ・スクウェア(8 Canada Square)は、イギリス・ロンドンの再開発地・カナリー・ワーフにある超高層ビル。「HSBCタワー」とも言う。

## 概要
HSBCホールディングスの本部として1995年から1997年にかけて様々な候補地を選定、最終的にカナリー・ワーフが選ばれた。建築家は香港上海銀行・香港ビルと同じノーマン・フォスターが指名された。1999年に着工、2001年に完成、HSBCグループの本社としては2002年から業務を開始した。
高さ200m、45階建てである。